# ارنست میلر (فیلم‌بردار)
ارنست میلر (انگلیسی: Ernest Miller (cinematographer)؛ ‏ ۷ مارس ۱۸۸۵ – ۲۳ آوریل ۱۹۵۷) مدیر فیلم‌برداری اهل ایالات متحده آمریکا بود. وی بین سال‌های ۱۹۲۱ تا ۱۹۵۶ میلادی فعالیت می‌کرد.
وی فیلم‌نامه‌نویس فیلم‌هایی همچون مبارزه برای عدالت و قانون وحش بوده است.
وی در ۱۹۳۹ نامزد دریافت جایزه اسکار بهترین فیلمبرداری شد